# Centralna Kolej Transandyjska

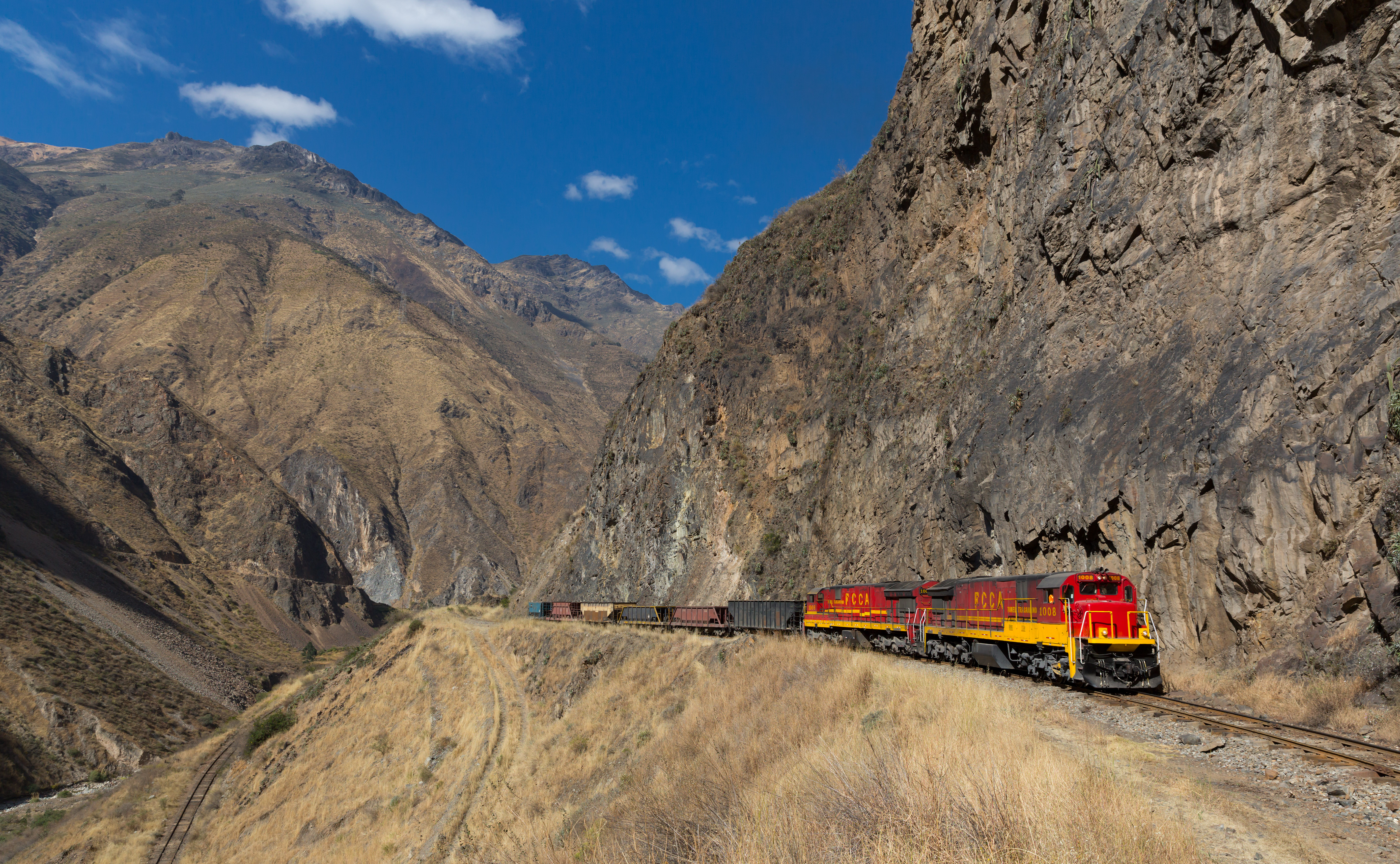

Centralna Kolej Transandyjska (hiszp. Ferrocarril Central del Perú) – peruwiańska linia kolejowa łącząca Callao z Huancayo.

## Historia
W 1859 r. rząd Peru wydał dekret o utworzeniu komisji mającej sprawdzić możliwości pociągnięcia linii kolejowej przez Andy, której orędownikiem był Ernest Malinowski. W wyniku prac komisji po dziewięciu latach podjęto pierwsze decyzje dotyczące budowy. Inwestorem był amerykański przedsiębiorca Henry Meiggs, który zawarł umowę na budowę linii kolejowej z rządem peruwiańskim w dniu 23 grudnia 1869 roku. Opracowanie założeń techniczno-ekonomicznych inwestycji zlecił on Ernestowi Malinowskiemu. Projekt zakładał połączenie rejonu Limy z zasobnym w minerały regionem Cerro de Pasco i żyzną doliną Jauja.
W założeniu kolej miała umożliwić transport bogactw z górskich rejonów Peru do portu w Callao. Rzecznikiem projektu został Manuel Pardo – przyjaciel Malinowskiego z czasów jego emigracji we Francji i przyszły prezydent Peru. Kontrakt z rządem Peru zakładał budowę w ciągu sześciu lat odcinka linii kolejowej o długości 219 km z Limy do La Oroya. W 1872 rozpoczęto budowę linii kolejowej od strony Callao. Malinowski miał już za sobą rozbudowę części infrastruktury kolejowej Peru. Pomimo tego nic z wcześniejszych prac nie mogło równać się z budową tego odcinka.
Prace wkrótce rozpoczęto, jednak wojna z Chile (wybuchła w 1878 r.) przerwała budowę. Prace wznowiono dopiero kilkanaście lat później i 10 stycznia 1893 r. oddano odcinek do La Oroya. Na początku XX w. przedłużono linię do centrum przemysłu wydobywczego w Cerro de Pasco, a także do Huancayo w dolinie Jauja. Wszystkie trzy odcinki łącznie liczyły 332 km.
W 1908 roku transandyjska linia kolejowa została w całości zakończona (346 km długości). Prowadzi od poziomu oceanu – portu Callao w Limie, poprzez andyjską przełęcz Ticlio, gdzie osiąga wysokość 4818 m n.p.m., aż do Huancayo leżącego po drugiej stronie gór na wysokości 3260 m n.p.m.

## Specyfikacja konstrukcji
Na trasie z Limy do La Oroya wykuto 63 tunele o łącznej długości ponad 6 km oraz powstało 61 mostów i wiaduktów o łącznej długości około 2 km; ponadto wykonano 13 nawrotów (zmian czoła pociągu), w tym 6 podwójnych, tzw. „zygzaków”.
Wybudowany w 1872 roku wiadukt Verrugas jest najdłuższym na trasie (175 m) i łączy  brzegi wąwozu o tej samej nazwie. Jest podpierany na trzech filarach ze stalowych kratownic, z których najwyższy ma prawie 77 m. Przez zachodnie stoki Kordylierów linia o znacznych pochyleniach prowadzi przez liczne tunele, ostre łuki oraz podwójne zmiany kierunku jazdy. Na tym dystansie zostały pobite różne ówczesne rekordy dotyczące kolei, m.in. najdłuższy (1177 m) i najwyżej na świecie usytuowany tunel (4781 m n.p.m.) oraz węzeł kolejowy (4818 m n.p.m.). Najwyższe elementy tej konstrukcji znajdują się na wysokości 4579 metrów n.p.m..

## Wizje autora
Malinowski projektował linię kolejową łączącą peruwiańskie wybrzeże z Amazonką, tworząc w ten sposób kolejowo-rzeczną trasę biegnącą w poprzek całego kontynentu południowoamerykańskiego. Tej wizji polski konstruktor niestety nie zrealizował, ale biegnąca przez Andy sieć kolejowa jest nadal uważana za jedno z najważniejszych osiągnięć światowej inżynierii.
Ernest Malinowski sugerował budowę sieci wiaduktów, mostów i przebijających góry tuneli. Projekt przeprowadzenia linii kolejowej na poziomie prawie 5000 m n.p.m., przedstawiony przez polskiego inżyniera, nie został początkowo zaakceptowany. Specjaliści z branży uznali go za niewykonalny. W krytyce przodowali uznawani za ekspertów w dziedzinie inżynierii kolejowej Anglicy twierdząc, że pociągi nie pojadą tak wysoko w górach, a długie wiadukty przewidziane przez projektanta zawalą się.
W 1999 postawiono pomnik E. Malinowskiego na przełęczy Ticlio. W granicie przywiezionym ze Strzegomia wyryto godła Peru i Polski oraz napis w dwóch językach (po hiszpańsku i polsku): „Inżynier Polski, Patriota Peruwiański, Bohater obrony Callao 1866, projektant i budowniczy Centralnej Kolei Transandyjskiej”. Kamienne koło znajdujące się na szczycie pomnika i zawiera płaskorzeźbę z brązu z wizerunkiem Ernesta Malinowskiego.

### Projekt Transandino
W roku 2011 trójka młodych Polaków zrealizowała inspirowany geniuszem Malinowskiego film o Kolei Transandyjskiej.